# 聖羅斯 (路易斯安那州)
聖羅斯（英語：St. Rose）是位於美國路易斯安那州聖查爾斯堂區的一個普查規定居民點。

## 人口
根據2020年美國人口普查的數據，聖羅斯的面積為19.31平方千米，當中陸地面積為16.42平方千米，而水域面積為2.89平方千米。當地共有人口7504人，而人口密度為每平方千米388.61人。